# Powrót Arabeli
Powrót Arabeli, czyli jak Rumburak został władcą Krainy Baśni (cz. Arabela se vrací aneb Rumburak králem říše pohádek) – czeski serial telewizyjny dla dzieci i młodzieży, dalszy ciąg historii przedstawionej w Arabeli, zrealizowany w roku 1993. W serialu zabrakło m.in. odtwórczyni tytułowej roli w serialu Arabela – Jany Nagyovej oraz pana Majera – Vladimíra Menšíka, który zmarł w maju 1988.

## Emisja
Serial był emitowany w Polsce premierowo od 9 maja 1998 do 31 października 1998 w TVP Polonia w soboty ok. 15:00. Następna emisja miała miejsce w wakacje 2000 (od 26 czerwca 2000 do 1 sierpnia 2000) w TVP1 w dni robocze ok. 8:00 rano pod tytułem Powrót Arabeli.
Kilka lat później, od 29 sierpnia 2007 do 3 lutego 2008 serial nadawano w TV4 (na początku w dni robocze ok. 15:30, potem w niedziele rano), zaś później – w wakacje 2008 r. (od 10 lipca 2008 do 14 sierpnia 2008 w dni robocze rano) w TV Polsat. 
Następnie serial emitowany był od 22 lutego 2009 do 6 sierpnia 2009 oraz od 16 lipca 2011 do 18 września 2011 w TVP Kultura (ostatnia emisja w weekendy w godzinach porannych).
Od 5 listopada 2022 do 14 września 2023 serial był nadawany w stacji Red Carpet TV, początkowo w soboty i niedziele w godzinach przedpołudniowych, a następnie również w dni powszednie pod tytułem Powrót Arabeli, czyli Rumburak królem Krainy Bajek. Od 31 lipca 2023 do 23 sierpnia 2023 serial był ponownie emitowany w TVP Kultura pod nazwą Powrót Arabeli. 
W okresach od 23 listopada 2023 do 5 grudnia 2023 oraz od 31 marca 2024 do 13 kwietnia 2024 emisja serialu miała miejsce w TVP ABC codziennie w godzinach wieczornych (od ok. 22:40) po dwa odcinki pod tytułem Powrót Arabeli, czyli Rumburak królem Krainy Baśni. 

## Opis fabuły
Nowa opowieść rozpoczyna się równo po dziesięciu latach, czyli w rocznicę ślubu Arabeli i Petra. Przez ten czas zaszły poważne zmiany. Irracjonalny socjalizm, z pomysłami jak z zagmatwanej bajki, przekształcił się w twardy kapitalizm. Dzieci dorosły – Honzík i Mařenka są na pierwszym roku studiów. Pani Majerová owdowiała. Petr jest słynnym wynalazcą, a Arabela, z racji swoich umiejętności, jest wziętym tłumaczem mowy zwierząt – ma nawet swój program w telewizji.

## Obsada
- Jiří Lábus – Rumburak
- Jana Andresíková – Czarownica Černá
- Miroslava Šafránková – Arabela
- Vladimír Dlouhý – Petr
- Jana Kimlová – Natálka Papp, córka pana Pappa
- Marián Labuda – pan Papp
- Jaroslava Kretschmerová – Roxana
- Petr Nárožný – Karel
- Hana Ševčíková – Mařenka
- Ondřej Kepka – Honza
- Vlastimil Brodský – Król Hiacynt I
- Jana Brejchová – Królowa
- Jiří Sovák – pan Vigo
- Pavel Zedníček – Hiacynt
- Dagmar Patrasová – Xenia
- Stella Zázvorková – pani Majerová
- Josef Dvořák – Wodnik

## Magiczne przedmioty
- Zaczarowany pierścień – pierścień, który spełnia życzenia. Wystarczy tylko pomyśleć życzenie i przekręcić pierścień na palcu.
- Czarodziejski płaszcz – stanowi pomost między Światem Ludzi i Baśni. Trzeba okryć się płaszczem i zapiąć guzik, żeby znaleźć się w drugim świecie.
- Latający płaszcz – po zapięciu płaszcza osoba, która go nosi może latać. Rumburak wykorzystuje go, by dostać się na Pultanellę.
- Szklana kula – pokazuje, gdzie znajduje się osoba, o której myśli użytkownik. Poza tym kula ta może służyć do wróżenia – Czarownica (obecnie pani Černa) wróżyła za jej pomocą Rumburakowi.
- Latający kufer – za jego pomocą można unieść się w powietrzu.
- Zaczarowany dzwoneczek – przywołuje czarodzieja II kategorii, który musi spełnić każde życzenie. Dzwoneczka, zakopanego przez psa państwa Majerów w ostatnim odcinku Arabeli, poszukują teraz Honzík i Mařenka, aby dostać się do Krainy Baśni.
- Różdżki – asystentka pana Vigo zamieniła za pomocą różdżki wielkoluda w gigantyczną mysz. Różdżka ta nie jest tak potężna jak pierścień.
- Eliksiry – może zamienić kogoś w wiatr albo spowodować miłość osoby skropionej do tej, która go używa. Bardzo prawdopodobne jest istnienie wielu innych eliksirów.
- Czapka-niewidka – włożenie tego nakrycia głowy czyni osobę je noszącą niewidzialną dla otoczenia. Niewidzialne stają się również wszelkie podniesione przedmioty. Osoba nosząca tę czapkę może również przenikać m.in. przez ściany.
- Jabłka z wyspy Pultanella – na wyspie tej dzieci rodzą się po jednym dniu od zjedzenia przez matkę zielonego jabłka. Dziecko będzie podobne do osoby, która tego jabłka dotknęła. Ludzie rodzą się jako starcy, a umierają jako dzieci. Kiedy komuś znudzi się życie, może zjeść czerwone jabłko, po którym zamienia się w maleńkie dziecko, a chwilę później umiera, zamieniając się w motyla bielinka.

## Spis odcinków
| Nr odc. | Tytuł oryginalny               | Polski odpowiednik                 | Polskie tłumaczenie (dla Red Carpet TV) |
| ------- | ------------------------------ | ---------------------------------- | --------------------------------------- |
| 1.      | Pomoc, za kopcem je obr        | Uwaga! Za górą czai się wielkolud! | Pomocy, za górą jest olbrzym!           |
| 2.      | Osudná věštba                  | Fatalna wróżba                     | Decydująca wróżba                       |
| 3.      | Rumburak letí na Pultanelu     | Rumburak leci na Pultanellę        | Rumburak leci na Pultanelę              |
| 4.      | Arafon                         | Arafon                             | Arafon                                  |
| 5.      | Rumburak v jablečném sadu      | Rumburak w jabłoniowym sadzie      | Rumburak w sadzie jabłoni               |
| 6.      | Osudné jablko                  | Fatalne jabłko                     | Decydujące jabłko                       |
| 7.      | Věštba se plní                 | Przepowiednia się spełnia          | Wróżba się spełniła                     |
| 8.      | Tatínku, máte dvojčatka!       | Masz bliźniaki, tatusiu!           | Tato, masz bliźniaki!                   |
| 9.      | Past na Roxanu                 | Roksana w pułapce                  | Pułapka na Roxanę                       |
| 10.     | Studijní cesta do říše pohádek | Naukowa wyprawa do Krainy Baśni    | Wyprawa badawcza do krainy bajek        |
| 11.     | Mařenka a obr                  | Marzenka i wielkolud               | Marzenka i olbrzym                      |
| 12.     | Roxana znovu na pastvě         | Roksana znowu na pastwisku         | Powrót Roxany na pastwisko              |
| 13.     | Petrova šance                  | Szansa Petra                       | Szansa Petra                            |
| 14.     | Podvodný sňatek                | Oszukany ślub                      | Podwodny ślub                           |
| 15.     | Král bez poddaných             | Król bez poddanych                 | Król bez poddanych                      |
| 16.     | Trojlístek zahajuje boj        | Trójka przyjaciół idzie do boju    | Trójka rozpoczyna walkę                 |
| 17.     | Rumburak č. 2                  | Rumburak nr 2                      | Rumburak numer dwa                      |
| 18.     | Falešný pan Papp               | Fałszywy pan Papp                  | Fałszywy pan Papp                       |
| 19.     | Trojlístek opět pohromadě      | Trójka przyjaciół znowu razem      | Trójka znów razem                       |
| 20.     | Mařenka pod šibenicí           | Marzenka pod szubienicą            | Marzenka pod szubienicą                 |
| 21.     | Rumburak vládcem Pultanely     | Rumburak władcą Pultanelli         | Rumburak władcą Pultanelli              |
| 22.     | Kufřík v rukou zloducha        | Walizeczka w rękach łotra          | Walizka w rękach łotra                  |
| 23.     | Zápas o Pultanelu              | Walka o Pultanellę                 | Bój o Pultanellę                        |
| 24.     | Výlet někam jinam              | Zmiana kierunku lotu               | Wycieczka gdzieś indziej                |
| 25.     | Rumburak kontra Fantomas       | Rumburak kontra Fantomas           | Rumburak kontra Fantomas                |
| 26.     | Pan děkan mění názor           | Pan dziekan zmienia swoją decyzję  | Pan dziekan zmienia zdanie              |

## Wydania DVD
Serial został wydany w czterech częściach na płytach DVD, a następnie w formie BOX-u przez Best Film.